# پارکووو
پارکووو (به لهستانی:  Parkowo) یک روستا در لهستان است که در Gmina Rogoźno واقع شده‌است. پارکووو ۱٬۰۴۰ نفر جمعیت دارد.